# 太田心平
太田 心平（おおた しんぺい、1975年 - ）は、日本の社会文化人類学者・社会文化史家・北東アジア研究者。人間文化研究機構国立民族学博物館超域フィールド科学研究部准教授、総合研究大学院大学准教授、アメリカ自然史博物館人類学部門上級研究員。

## 人物
大阪市生まれ。ソウル大学大学院人類学科で博士課程単位取得後、大阪大学大学院人間科学研究科博士後期課程を修了。博士(人間科学)。日本学術振興会特別研究員(PD)、大阪大学大学院人間科学研究科特任助手などを歴任。国立民族学博物館助教を経て、現職。

## 経歴
- 1998年 大阪大学人間科学部社会学専修 卒業
- 2000年 大阪大学大学院人間科学研究科博士前期課程 修了
- 2003年 ソウル大学大学院人類学科博士課程 単位取得
- 2003年 ソウル大学社会科学研究院比較文化研究所 研究員
- 2004年 大阪大学大学院人間科学研究科博士後期課程 単位取得退学
- 2004年 日本学術振興会 特別研究員(PD)
- 2005年 大阪大学大学院人間科学研究科 特任助手
- 2007年 国立民族学博物館 助教
- 2011年 アメリカ自然史博物館 上級研究員
- 2013年 国立民族学博物館 准教授
- 2014年 総合研究大学院大学 准教授